# Furosemida

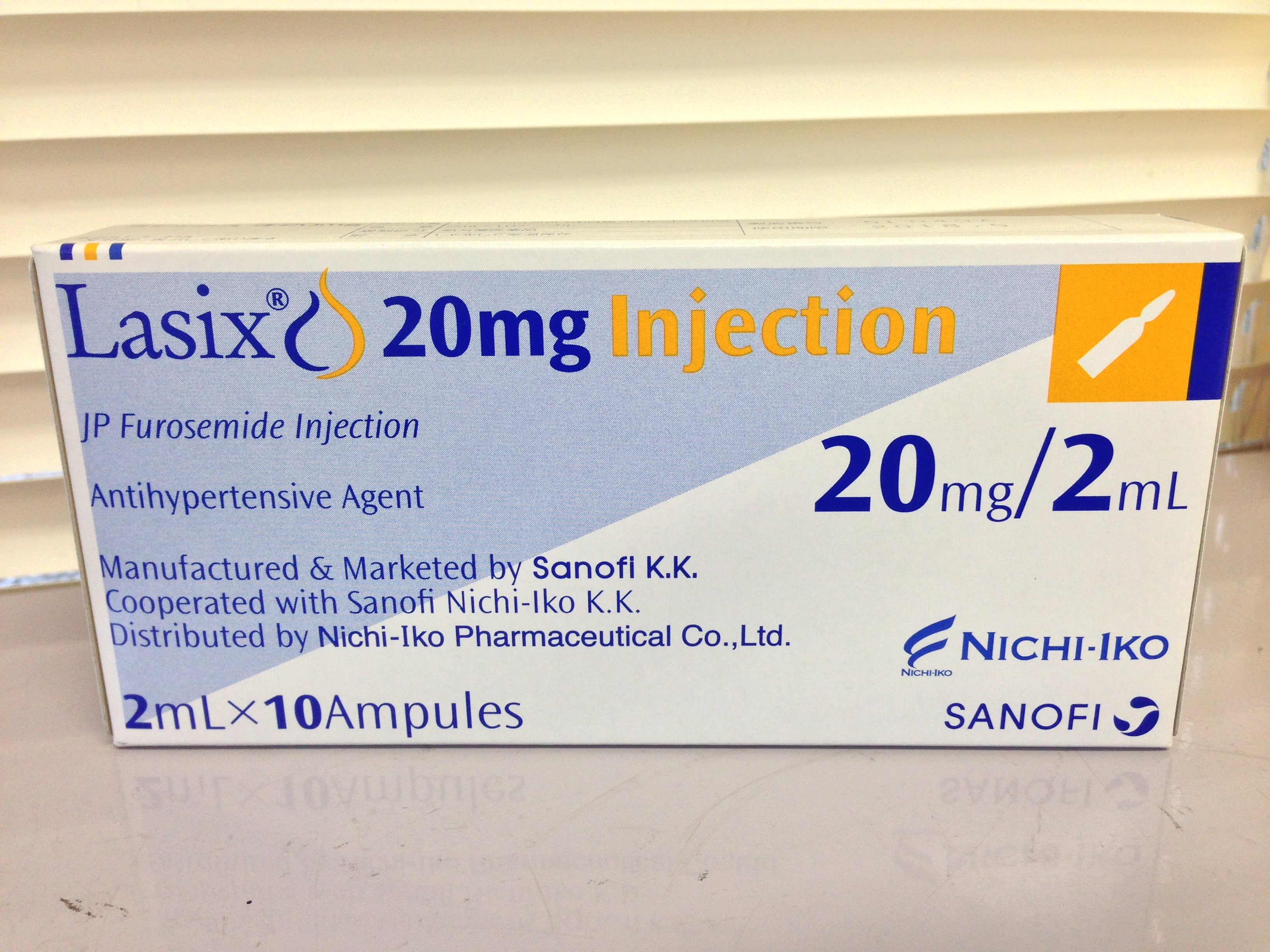
Lasix (furosemida)

La furosemida es un diurético del asa utilizado para reducir la retención de líquidos que puede producirse en la insuficiencia cardíaca congestiva, la hipertensión arterial, la insuficiencia hepática  y edemas.
 Junto con otros muchos diuréticos, la furosemida está incluida dentro de la lista de sustancias prohibidas de la Agencia Mundial Antidopaje, debido a que puede enmascarar la presencia de otras sustancias en el organismo.

## Mecanismo de acción
Como los demás diuréticos de asa, la furosemida actúa interfiriendo con el cotransportador NKCC2, una proteína transportadora transmembrana que media el mecanismo de intercambio de iones de sodio, potasio y cloro en la rama ascendente gruesa del asa de Henle.
Habitualmente este importe (véase transporte de membranas) utiliza el gradiente de Na+ generado por la Na+/K+ ATPasa basolateral y permite la reabsorción de Na+ K+ y 2Cl-. Existen canales de K para el reciclado apical de este catión y canales de Cl basolaterales para la salida de Cl . De esta forma el voltaje de la membrana apical está determinado por el potencial de equilibrio para el potasio y es hiperpolarizado y la conductancia para el Cl- de la membrana basolateral provoca un potencial de equilibrio menor. Como resultado de la diferencia transepitelial (luz + positiva que el espacio intersticial) se genera una FUERZA impulsora para el flujo paracelular de cationes hacia el espacio intersticial.
Al inhibirse el simporte no solo se inhibe la reabsorción de Na+, K+ y Cl-, sino también la de cationes como Ca++ y Mg++.
La furosemida también posee efectos hemodinámicos determinados por la inhibición de la PG deshidrogenasa (enzima que degrada PGE2). Provoca un aumento de la capacitancia venosa y disminución de la resistencia vascular renal generando un aumento del FSR.
El aumento de la capacitancia venosa a su vez provoca disminución de la presión de llenado del ventrículo izquierdo. (Beneficia a los pacientes con EAP incluso antes de que aparezca diuresis).
También posee capacidad inhibidora de la actividad de la anhidrasa carbónica.

## Indicaciones
La furosemida, como diurético de asa, se administra principalmente para las siguientes indicaciones (Aventis, 1998):
- Edema asociado a insuficiencia cardiaca, cirrosis hepática, insuficiencia renal, síndrome nefrótico.
- Hipertensión arterial. Sin embargo no es considerado un antihipertensivo de primera línea. Principalmente cuando existe complicación con insuficiencia renal.
- En edema cerebral o agudo de pulmón, cuando se requiere una diuresis rápida (por vía parenteral).
- A veces se usa en el tratamiento de hipercalcemia e hiperkalemia severa, apoyada por una adecuada rehidratación.
- Insuficiencia renal.
- Insuficiencia cardiaca crónica

## Farmacocinética
Se administra por vía oral y se absorbe por el tubo digestivo, pero también se puede administrar por vía intravenosa en casos urgentes o cuando la absorción intestinal está alterada, como en pacientes con insuficiencia cardíaca congestiva, en los cuales existe una reducción de la perfusión intestinal.[cita requerida]
Por vía EV la acción se inicia a los 5 min. Atraviesa la placenta y se secreta en la leche. Se metaboliza en el hígado y se elimina con las heces y la orina. En insuficencia renal grave, la eliminación extrarrenal puede aumentar al 98%.
Se une intensamente a las proteínas plasmática, por lo cual no pasa directamente en el filtrado, sino que son secretados por el transportador de ácidos orgánicos para alcanzar su sitio de acción. En el síndrome nefrótico existe una pérdida masiva de albúmina en la orina por lesiones de los glomérulos renales; en estas condiciones, la furosemida se une a la albúmina del líquido tubular y puede actuar sobre su sitio de acción.[cita requerida]
En el metabolismo hepático existe una glucoronización. La semivida plasmática de la furosemida es de 90 minutos y la duración de su acción es de 3-6 horas.[cita requerida]

## Presentación
Ampollas de 20 mg (2 mL); ampollas de 250 mg (25 mL); comprimidos de 40 mg.

## Posología y vía de administración
- Edema agudo de pulmón: dosis inicial de 40 mg EV lentos (1-2 min); 1-2 hs después 80 mg EV si es necesario. Otra alternativa es 0,5-1 mg/kg EV.
- Crisis hipertensiva: dosis de 40-80 mg EV en 1-2 min, aso- ciado a otros agentes antihipertensivos. En crisis hiperten- sivas acompañadas de edema agudo de pulmón o insufi- ciencia renal aguda: de 100 a 200 mg vía IV.
- Edema periférico: 20-80 mg/día VO. Si se prefiere la ad- ministración parenteral, iniciar con 20-40 mg EV o IM, aumentando 20 mg cada 2 hs hasta conseguir la respuesta deseada.
- Hipertensión arterial crónica: comenzar con 40 mg/12 hs VO; si esta dosis no es suficiente, se recomienda añadir otro agente antihipertensivo en vez de aumentar la dosis.
- Insuficiencia renal: 100-200 mg EV en bolos, que se repeti- rán hasta conseguir el efecto deseado. Dosis máxima 6 gr/ día en infusión EV continua.
- Hipercalcemia: dosis de 80-100 mg EV o IM, que se repe- tirá cada 1-2 hs, infundiendo al mismo tiempo SF, hasta conseguir el efecto deseado.

## Efectos adversos
Si se dan dosis excesivas puede aparecer hipovolemia y deshidratación, que se manifiestan con un cuadro de hipotensión ortostática y cuadros sincopales. Con dosis altas (más de 4 mg/min) aparece ototoxicidad, reversible o permanente. Ésta es más frecuente con otros agentes ototóxicos o insuficiencia renal. En diabéticos puede producir hiperglicemias y descompensación. 
- Hipovolemia e hipotensión por pérdida excesiva de Na+ y agua, principalmente en ancianos.
- Hipocalemia: las altas concentraciones de Cl- en el líquido tubular ocasionan un aumento del gradiente electronegativo y una mayor secreción de potasio por las células principales del tubulo distal y el tubulo colector. Se puede revertir la hipopotasemia mediante la administración de diuréticos ahorradores de K+ o con suplementos de K+.
- Hipomagnesemia e hipocalcemia.
- Hiperuricemia.
- La diuresis excesiva da lugar a una reducción de la perfusión renal y a deterioro renal prerrenal.
- Efectos adversos raros: Hipoacusia, exantemas, depresión de la médula ósea.

## Interacciones
La furosemida puede potencialmente interactuar con los siguientes fármacos:
- Antibióticos aminoglucósidos, como la gentamicina: se potencia su ototoxicidad
- Aspirina y otros salicilatos: Disminuyen sus efectos al inhibir la síntesis de prostaglandina. Compiten en la unión a proteínas y también en el mecanismo de secreción de ácidos a nivel renal.
- Indometacina.
- Litio: la Hiponatremia generada por la furosemida promueve mayor reabsorción renal de Litio.
- Antihipertensivos, como el doxazosina.
- Sucralfato.
- Regaliz: antagonismo directo ( regaliz inhibe la enzima 11BHSD lo que genera mayor estimulación de los receptores para mineralcorticoides con su consecuente aumento de sodio y disminución de potasio
- Digoxina y antiarritmicos del tipo IIl: La hipopotasemia generada por la furosemida potencia sus efectos y toxicidad

## Contraindicaciones
No utilizar en pacientes anúricos o que se encuentran en coma hepático. Hay que tener sumo cuidado en diabéticos, ya que puede aumentar la glicemia y dificultar el control de la diabetes. Hay que administrarla con precaución en pacientes gotosos, ya que puede producir hiperuricemia y desencadenar crisis gotosas, así como también en pacientes que estén recibiendo tratamiento con digitálicos, ya que puede inducir arritmias ventriculares asociadas a hipokalemia.